# ساردین مادیرا
ساردین مادیرا (نام علمی: Sardinella maderensis) نام یک گونه از سرده ساردینچه‌ها است.